# Corythoichthys schultzi
Corythoichthys schultzi är en fiskart som beskrevs av Earl Stannard Herald 1953. Corythoichthys schultzi ingår i släktet Corythoichthys och familjen kantnålsfiskar. Inga underarter finns listade i Catalogue of Life.